# Mouny Estrade-Szwarckopf
Pour les articles homonymes, voir Estrade (homonymie).
Henriette Estrade-Szwarckopf, dite Mouny Estrade-Szwarckopf, née le 28 août 1938 à Paris et décédée le 6 septembre 2024 à Paris, est une physicienne et historienne française, directrice de recherche honoraire au CNRS. 

## Enfance
Henriette Simone, dite Mouny, Szwarckopf est née le 28 août 1938 à Paris, troisième enfant des époux Szwarckopf-Offerman, des Juifs venus de Pologne au début des années 30 pour fuir le régime autoritaire et antisémite de Pilsudski. 
Son père, Majlech Szwarckopf, est né le 26 mars 1902 à Varsovieest chapelier et sa mère, Chana Offerman, 
couturière. Tous deux parlent yiddish, mais le désir d’intégration à la France est fort, aussi son père la déclare-t-il française en 1942. Cette déclaration ne sera traitée qu’en février 1945. Estampillée juive, Mouny Szwarckopf est apatride durant ces années-là. De 1941 à 1944, aux côtés de ses deux sœurs, elle vit cachée dans un orphelinat à Lamberval, commune de Fresnoy-en-Thelle  dans l’Oise.
Tandis que leur mère travaille clandestinement et se terre à Paris, leur père est arrêté au passage de la ligne de démarcation peu de jours avant la Rafle du Vélodrome d'Hiver. Il est déporté sans tarder par le convoi n°6, en date du 17 juillet 1942, de Pithiviers au camp d’extermination d’Auschwitz où il décède en octobre 1942,.

## Études et carrière
Mouny Szwarckopf intègre une classe de préparation aux grandes écoles scientifiques au lycée Chaptal, puis entreprend des études de physique à la faculté des sciences. Une fois licenciée, en 1960, elle intègre comme stagiaire de recherche au CNRS le laboratoire de résonance magnétique de l’ESPCI (Paris). Elle y prépare, sous la direction du professeur Jean Uebersfeld, une Thèse de doctorat d’État qu’elle soutient à la Sorbonne en juillet 1968. Président du jury : le Professeur René Lucas.
Hormis deux détachements d’une année - l’un à Madrid au CSIC, l’autre à l’Université de Paris-XI-Orsay -, Henriette Estrade-Szwarckopf a effectué toute sa carrière de chercheuse au CNRS. Jusqu’en 1969, à Paris, au sein du laboratoire de résonance magnétique de l’ESPCI. De 1969 à 2003, à Orléans-La Source, d’abord au sein du CRSOCI (Centre de recherche sur les solides à organisation cristalline imparfaite), puis du CRMD à partir de 1991 (Centre de recherche de la matière divisée). Par RMN, RPE et autres procédés, elle s’est consacrée à l’étude des structures et des propriétés des solides, notamment du carbone.
Elle est nommée attachée de recherches en 1962, promue chargée de recherches en 1968 et directrice de recherches en 1990.

## Engagement civique et social
À l’échelon local comme parfois à l’échelle nationale, Mouny Estrade-Szwarckopf a été sans éclipse une militante politique (UEC, PCF), syndicaliste (SNCS), associative (Secours Populaire, MRAP, Réseau éducation sans frontières, Amnesty International) et mémorielle (UJRE, FFDJF, AFMA). Ce faisant, elle a exercé plusieurs mandats électifs. Par exemple, elle a été élue en 1957 et 1958 au Comité national de l’UEC (sous les noms d’emprunt de S. Mouny et de Mouny Sauvy),, et elle a siégé au Comité national du CNRS (Section 07. Physique des solides - Cristallographie).
Par ailleurs, en étroite collaboration avec son mari Paul Estrade, Mouny Estrade-Szwarckopf a participé aux recherches préparatoires et à la rédaction d’ouvrages d’histoire locale consacrés à la Corrèze, et portant sur le mouvement socialiste et communiste, la répression sous l’Occupation, la résistance populaire.

## Publications

### Thèse
- Mouny Estrade-Szwarckopf, « Étude des surfaces de carbone par résonance magnétique. Relaxation magnétique et polarisation dynamique des noyaux de molécules adsorbées » Paris, 1968.

### Ouvrages d'histoire locale (Corrèze)
- Mouny Estrade-Szwarckopf, Paul Estrade, Un camp de Juifs oublié : Soudeilles (1941-1942), Treignac, Les Monédières, 1999, 245 p. Rééditions : 2000 et 2015, cette dernière préfacée par Serge Klarsfeld.

- Mouny Estrade-Szwarckopf, Paul Estrade, Limousin. Un camp disciplinaire en Zone Non Occupée, 1941-1942 : Auchères (Rosiers d’Égletons, Corrèze) Treignac, Les Monédières, 2007, 101 p.
- Paul et Mouny Estrade, Léon Lanot, premier maquisard de Corrèze, Saint-Paul, Le Puy Fraud, 2011. Réédition sous le titre Maquisards de Corrèze. Le commandant « Louis », Léon Lanot. La Crèche, La Geste Éd., 2024, 270 p.
- Paul et Mouny Estrade, François Aussoleil (1861-1928). Un journaliste méconnu, premier député socialiste, premier député communiste de la Corrèze, La Geneytouse, Le Puy Fraud, 2021, 303 p.

### Mémoires personnelles
- Mouny Estrade-Szwarckopf, Mamechi (Souvenirs d’une fillette juive cachée), Brive, Les Monédières, 2009, 167 p.